# Adresse IPv6
Pour un article plus général, voir IPv6.
Une adresse IPv6 est une adresse IP de la version 6 du protocole Internet (IPv6). IPv6 a été principalement développé en réponse à la demande d'adresses qu'IPv4 ne permettait plus de contenter. Une adresse IPv6 contient 128 bits, contre 32 bits pour IPv4. On dispose ainsi de 2128 ≈ 3,4 × 1038 = 340 sextillions d'adresses IPv6, contre 232 ≈ 4 milliards d'adresses IPv4.

## Nombre d'adresses représentables
Le développement rapide d'Internet a conduit à la pénurie du nombre d'adresses IPv4 disponibles.
Une adresse IPv6 est longue de 128 bits, soit 16 octets, contre 32 bits, soit 4 octets, pour IPv4. On dispose ainsi d'environ 3,4 × 1038 adresses, soit plus de 340 sextillions, autrement dit plus de 340 milliards de milliards de milliards de milliards.
Le calcul est : {\displaystyle 2^{128}} (contre {\displaystyle 2^{32}} pour l'IPv4). On a 2 valeurs possibles : 0 ou 1, sur 128 bits.
Plus précisément : 340 282 366 920 938 463 463 374 607 431 768 211 456 adresses IPv6 possibles, contre 4 294 967 296 IPv4 possibles (environ 4 milliards).
Cela équivaut à un nombre illimité puisque pour saturer le système, il faudrait placer près de 2,30 trillions (milliards de milliards) d'appareils connectés à Internet sur chaque millimètre carré de surface terrestre émergée (148 millions de km2).

## Notation d'une adresse IPv6
La notation décimale pointée employée pour les adresses IPv4 (par exemple 172.31.128.1) est abandonnée au profit d'une écriture hexadécimale, où les 8 groupes de 2 octets (soit 16 bits par groupe) sont séparés par un signe deux-points :
2001:0db8:0000:85a3:0000:0000:ac1f:8001
La notation complète ci-dessus comprend exactement 39 caractères, soit 8 blocs de 4 caractères (32) séparés par des double-points « : » (7).
Il est permis d'omettre de 1 à 3 chiffres zéros non significatifs dans chaque groupe de 4 chiffres hexadécimaux. Ainsi, l'adresse IPv6 ci-dessus est équivalente à :
2001:db8:0:85a3:0:0:ac1f:8001
De plus, un groupe de 16 bits tous nuls ou  plusieurs groupes consécutifs de 16 bits tous nuls, à la suite, peuvent être omis, en conservant toutefois les signes séparateurs deux-points de chaque côté de la suite de chiffres omise, c'est-à-dire une paire de deux-points « :: ». Ainsi, l'adresse IPv6 ci-dessus peut être abrégée en :
2001:db8:0:85a3::ac1f:8001
En revanche l'écriture suivante n'est pas valide
2001:db8::85a3::ac1f:8001
car elle contient plusieurs substitutions (dont les longueurs binaires respectives sont ici ambigües) : il ne peut exister qu'une seule occurrence de la séquence « :: » dans la notation d'une adresse IPv6.
Pour résumer, la séquence « :: » dans l'adresse IPv6 signifie que l'on doit combler tout ce qu'il manque avec des 0, donc cette séquence ne peut être utilisée qu'une seule fois. Une seule et unique adresse doit pouvoir correspondre à la forme abrégée lors de l'utilisation des « :: ».
Il peut exister plusieurs façons différentes de représenter une adresse IPv6. La RFC 5952 définit une représentation canonique.
L'adresse IPv6 non spécifiée peut ainsi être abrégée en « ::0.0.0.0 » ou tout simplement en « :: ».

## Structure des adresses IPv6
Les adresses unicast et anycast ont la structure suivante :
| champ | préfixe | sous-réseau | interface                    |
| bits  | n       | m           | 128 - n - m (64 en pratique) |

Avec un nombre de bits pour l’interface égal à 64 sauf si l’adresse commence par valeur binaire 000. Avec le réseau 2000::/3 qui est en 2024 encore le seul réseau IPv6 délégué à l’IANA pour faire de l’unicast global, le nombre de bit pour l’interface est en pratique égal à 64.
Les adresses locales de lien ont le format suivant :
| champ | préfixe | zéro | interface |
| bits  | 10      | 54   | 64        |

La partie préfixe contient la valeur binaire 1111111010 et 54 zéros suivent. Ces adresses ne sont pas routables.
Les adresses multicast ont le format suivant :
| champ | préfixe | drap. | portée | groupe |
| bits  | 8       | 4     | 4      | 112    |

Le préfixe consiste en la valeur binaire 11111111. Trois des quatre bits du champ drapeau sont définis par la RFC 4291. Le bit le plus significatif est réservé à un usage ultérieur. Les quatre bits de portée indiquent le domaine de validité de l'adresse.
Les adresses locales uniques ont le format suivant :
| champ | préfixe | L | ID globale | Subnet | Interface |
| bits  | 7       | 1 | 40         | 16     | 64        |

Ces adresses sont définies par la RFC 4193.
- Le préfixe vaut 1111110.
- L vaut 1 pour les ID globales assignées localement.
- ID globale est un nombre pseudo-aléatoire choisi par l'organisation, de sorte qu'il est très improbable que deux organisations aient le même numéro.
- Subnet est le numéro du sous-réseau.
- Interface est l'identification de l'hôte dans le sous-réseau.

## La portée de l'adresse IPv6
La portée d'une adresse IPv6 (IPv6 address scope) consiste en son domaine de validité et d'unicité.
On distingue :
- Les adresses unicast :
  - l'adresse loopback ::1/128 a une validité limitée à l'hôte,
  - les adresses locales de lien, uniques sur un lien donné,
  - les autres adresses, y compris les adresses locales uniques, ont une portée globale, c'est-à-dire qu'elles sont uniques dans le monde et peuvent être utilisées pour communiquer avec d'autres adresses globalement uniques, ou des adresses locales de lien sur des liens directement connectés,
- Les adresses anycast, dont la portée est identique aux adresses unicast
- Les adresses multicast ff00::/8
  - les 4 bits les moins significatifs du 2e octet (ff0s::) identifient la portée de l'adresse :
    - si s=1, l'adresse multicast est locale à l'hôte,
    - si s=2, l'adresse est locale au lien,
    - si s=5, l'adresse est locale au site,
    - si s=8, l'adresse est locale à l'organisation,
    - si s=e, l'adresse est globale.

## Adresse IPv6 et DNS
Les noms de domaines sont associés à une adresse IPv6 grâce à l'enregistrement AAAA, par exemple :
```
www.ipv6.ripe.net.		IN	AAAA	2001:67c:2e8:22::c100:68b
```

Les noms d'hôtes peuvent être associés à une ou plusieurs adresses IPv6 et/ou IPv4.
La résolution inverse est effectuée grâce au PTR dans le domaine ip6.arpa, en inversant les quartets de la forme canonique :
```
b.8.6.0.0.0.1.c.0.0.0.0.0.0.0.0.2.2.0.0.8.e.2.0.c.7.6.0.1.0.0.2.ip6.arpa IN PTR	www.ipv6.ripe.net.
```

Les requêtes peuvent être reçues via IPv6 ou IPv4 et la réponse du serveur DNS ne doit pas dépendre du protocole utilisé par le client.
Quand des adresses IPv4 et IPv6 existent et sont utilisables pour contacter un hôtes distant, la RFC 6724 précise la stratégie à employer pour le choix de l'adresse. IPv6 sera préféré à IPv4 à moins que l'administrateur du système en dispose autrement.
Quand une adresse IPv6 doit être utilisée comme nom d'hôte (par exemple dans une URL), elle doit être encadrée de crochets, [ ]. Par exemple, pour l'adresse IPv6 valide ci-dessus, on peut créer les URL suivantes (valides au plan syntaxique) :
http://[2001:db8:a88:85a3::ac1f:8001]/index.html
L'utilisation des crochets est obligatoire pour délimiter le nom d'hôte car elle permet d'éviter ici l'ambiguïté sur la présence ou l'absence de l'indication d'un numéro de port dans l'URL, qui autrement pourrait être interprétée comme désignant un hôte à une autre adresse, comme dans l'URL :
http://[2001:db8:a88:85a3::ac1f]:8001/index.html

## Notation des masques de sous-réseau
Un sous-réseau, au sens large, est un ensemble d'adresses IPv6 commençant par une même séquence binaire. Le nombre de bits que comporte cette séquence est notée en décimal derrière une barre oblique (/). Ainsi,
2001:db8:1:1a0::/59
est le sous-réseau correspondant aux adresses comprises entre
2001:db8:1:1a0:0:0:0:0 et
2001:db8:1:1bf:ffff:ffff:ffff:ffff
En binaire :
| 2/3                  | 2/3                  | 2/3                  | Plus petit réseau privé routable Unicast sur Internet (/64) | Plus petit réseau privé routable Unicast sur Internet (/64) | Plus petit réseau privé routable Unicast sur Internet (/64) | Plus petit réseau privé routable Unicast sur Internet (/64) | Plus petit réseau privé routable Unicast sur Internet (/64) | Plus petit réseau privé routable Unicast sur Internet (/64) | Plus petit réseau privé routable Unicast sur Internet (/64) | Plus petit réseau privé routable Unicast sur Internet (/64) | Plus petit réseau privé routable Unicast sur Internet (/64) | Plus petit réseau privé routable Unicast sur Internet (/64) | Plus petit réseau privé routable Unicast sur Internet (/64) | Plus petit réseau privé routable Unicast sur Internet (/64) | Plus petit réseau privé routable Unicast sur Internet (/64) | Plus petit réseau privé routable Unicast sur Internet (/64) | Plus petit réseau privé routable Unicast sur Internet (/64) | Plus petit réseau privé routable Unicast sur Internet (/64) | Plus petit réseau privé routable Unicast sur Internet (/64) | Plus petit réseau privé routable Unicast sur Internet (/64) | Plus petit réseau privé routable Unicast sur Internet (/64) | Plus petit réseau privé routable Unicast sur Internet (/64) | Plus petit réseau privé routable Unicast sur Internet (/64) | Plus petit réseau privé routable Unicast sur Internet (/64) | Plus petit réseau privé routable Unicast sur Internet (/64) | Plus petit réseau privé routable Unicast sur Internet (/64) | Plus petit réseau privé routable Unicast sur Internet (/64) | Plus petit réseau privé routable Unicast sur Internet (/64) | Plus petit réseau privé routable Unicast sur Internet (/64) | Plus petit réseau privé routable Unicast sur Internet (/64) | Plus petit réseau privé routable Unicast sur Internet (/64) | Plus petit réseau privé routable Unicast sur Internet (/64) | Plus petit réseau privé routable Unicast sur Internet (/64) | Plus petit réseau privé routable Unicast sur Internet (/64) | Plus petit réseau privé routable Unicast sur Internet (/64) | Plus petit réseau privé routable Unicast sur Internet (/64) | Plus petit réseau privé routable Unicast sur Internet (/64) | Plus petit réseau privé routable Unicast sur Internet (/64) | Plus petit réseau privé routable Unicast sur Internet (/64) | Plus petit réseau privé routable Unicast sur Internet (/64) | Plus petit réseau privé routable Unicast sur Internet (/64) | Plus petit réseau privé routable Unicast sur Internet (/64) | Plus petit réseau privé routable Unicast sur Internet (/64) | Plus petit réseau privé routable Unicast sur Internet (/64) | Plus petit réseau privé routable Unicast sur Internet (/64) | Plus petit réseau privé routable Unicast sur Internet (/64) | Plus petit réseau privé routable Unicast sur Internet (/64) | Plus petit réseau privé routable Unicast sur Internet (/64) | Plus petit réseau privé routable Unicast sur Internet (/64) | Plus petit réseau privé routable Unicast sur Internet (/64) | Plus petit réseau privé routable Unicast sur Internet (/64) | Plus petit réseau privé routable Unicast sur Internet (/64) | Plus petit réseau privé routable Unicast sur Internet (/64) | Plus petit réseau privé routable Unicast sur Internet (/64) | Plus petit réseau privé routable Unicast sur Internet (/64) | Plus petit réseau privé routable Unicast sur Internet (/64) | Plus petit réseau privé routable Unicast sur Internet (/64) | Plus petit réseau privé routable Unicast sur Internet (/64) | Plus petit réseau privé routable Unicast sur Internet (/64) | Plus petit réseau privé routable Unicast sur Internet (/64) | Plus petit réseau privé routable Unicast sur Internet (/64) | Plus petit réseau privé routable Unicast sur Internet (/64) | Plus petit réseau privé routable Unicast sur Internet (/64) | partie sous-réseau privé (64 bits) | partie sous-réseau privé (64 bits) | partie sous-réseau privé (64 bits) | partie sous-réseau privé (64 bits) | partie sous-réseau privé (64 bits) | partie sous-réseau privé (64 bits) | partie sous-réseau privé (64 bits) | partie sous-réseau privé (64 bits) | partie sous-réseau privé (64 bits) | partie sous-réseau privé (64 bits) | partie sous-réseau privé (64 bits) | partie sous-réseau privé (64 bits) | partie sous-réseau privé (64 bits) | partie sous-réseau privé (64 bits) | partie sous-réseau privé (64 bits) | partie sous-réseau privé (64 bits) | partie sous-réseau privé (64 bits) | partie sous-réseau privé (64 bits) | partie sous-réseau privé (64 bits) | partie sous-réseau privé (64 bits) | partie sous-réseau privé (64 bits) | partie sous-réseau privé (64 bits) | partie sous-réseau privé (64 bits) | partie sous-réseau privé (64 bits) | partie sous-réseau privé (64 bits) | partie sous-réseau privé (64 bits) | partie sous-réseau privé (64 bits) | partie sous-réseau privé (64 bits) | partie sous-réseau privé (64 bits) | partie sous-réseau privé (64 bits) | partie sous-réseau privé (64 bits) | partie sous-réseau privé (64 bits) | partie sous-réseau privé (64 bits) | partie sous-réseau privé (64 bits) | partie sous-réseau privé (64 bits) | partie sous-réseau privé (64 bits) | partie sous-réseau privé (64 bits) | partie sous-réseau privé (64 bits) | partie sous-réseau privé (64 bits) | partie sous-réseau privé (64 bits) | partie sous-réseau privé (64 bits) | partie sous-réseau privé (64 bits) | partie sous-réseau privé (64 bits) | partie sous-réseau privé (64 bits) | partie sous-réseau privé (64 bits) | partie sous-réseau privé (64 bits) | partie sous-réseau privé (64 bits) | partie sous-réseau privé (64 bits) | partie sous-réseau privé (64 bits) | partie sous-réseau privé (64 bits) | partie sous-réseau privé (64 bits) | partie sous-réseau privé (64 bits) | partie sous-réseau privé (64 bits) | partie sous-réseau privé (64 bits) | partie sous-réseau privé (64 bits) | partie sous-réseau privé (64 bits) | partie sous-réseau privé (64 bits) | partie sous-réseau privé (64 bits) | partie sous-réseau privé (64 bits) | partie sous-réseau privé (64 bits) | partie sous-réseau privé (64 bits) | partie sous-réseau privé (64 bits) | partie sous-réseau privé (64 bits) | partie sous-réseau privé (64 bits) |
| 2                    | 2                    | 2                    | 2                                                           | 0                                                           | 0                                                           | 0                                                           | 0                                                           | 0                                                           | 0                                                           | 0                                                           | 0                                                           | 1                                                           | 1                                                           | 1                                                           | 1                                                           | 0                                                           | 0                                                           | 0                                                           | 0                                                           | d                                                           | d                                                           | d                                                           | d                                                           | b                                                           | b                                                           | b                                                           | b                                                           | 8                                                           | 8                                                           | 8                                                           | 8                                                           | 0                                                           | 0                                                           | 0                                                           | 0                                                           | 0                                                           | 0                                                           | 0                                                           | 0                                                           | 0                                                           | 0                                                           | 0                                                           | 0                                                           | 1                                                           | 1                                                           | 1                                                           | 1                                                           | 0                                                           | 0                                                           | 0                                                           | 0                                                           | 1                                                           | 1                                                           | 1                                                           | 1                                                           | a                                                           | a                                                           | a                                                           | a                                                           | 0                                                           | 0                                                           | 0                                                           | 0                                                           | 0                                  | 0                                  | 0                                  | 0                                  | 0                                  | 0                                  | 0                                  | 0                                  | 0                                  | 0                                  | 0                                  | 0                                  | 0                                  | 0                                  | 0                                  | 0                                  | 0                                  | 0                                  | 0                                  | 0                                  | 0                                  | 0                                  | 0                                  | 0                                  | 0                                  | 0                                  | 0                                  | 0                                  | 0                                  | 0                                  | 0                                  | 0                                  | 0                                  | 0                                  | 0                                  | 0                                  | 0                                  | 0                                  | 0                                  | 0                                  | 0                                  | 0                                  | 0                                  | 0                                  | 0                                  | 0                                  | 0                                  | 0                                  | 0                                  | 0                                  | 0                                  | 0                                  | 0                                  | 0                                  | 0                                  | 0                                  | 0                                  | 0                                  | 0                                  | 0                                  | 0                                  | 0                                  | 0                                  | 0                                  |
| 0                    | 0                    | 1                    | 0                                                           | 0                                                           | 0                                                           | 0                                                           | 0                                                           | 0                                                           | 0                                                           | 0                                                           | 0                                                           | 0                                                           | 0                                                           | 0                                                           | 1                                                           | 0                                                           | 0                                                           | 0                                                           | 0                                                           | 1                                                           | 1                                                           | 0                                                           | 1                                                           | 1                                                           | 0                                                           | 1                                                           | 1                                                           | 1                                                           | 0                                                           | 0                                                           | 0                                                           | 0                                                           | 0                                                           | 0                                                           | 0                                                           | 0                                                           | 0                                                           | 0                                                           | 0                                                           | 0                                                           | 0                                                           | 0                                                           | 0                                                           | 0                                                           | 0                                                           | 0                                                           | 1                                                           | 0                                                           | 0                                                           | 0                                                           | 0                                                           | 0                                                           | 0                                                           | 0                                                           | 1                                                           | 1                                                           | 0                                                           | 1                                                           | 0                                                           | 0                                                           | 0                                                           | 0                                                           | 0                                                           | 0                                  | 0                                  | 0                                  | 0                                  | 0                                  | 0                                  | 0                                  | 0                                  | 0                                  | 0                                  | 0                                  | 0                                  | 0                                  | 0                                  | 0                                  | 0                                  | 0                                  | 0                                  | 0                                  | 0                                  | 0                                  | 0                                  | 0                                  | 0                                  | 0                                  | 0                                  | 0                                  | 0                                  | 0                                  | 0                                  | 0                                  | 0                                  | 0                                  | 0                                  | 0                                  | 0                                  | 0                                  | 0                                  | 0                                  | 0                                  | 0                                  | 0                                  | 0                                  | 0                                  | 0                                  | 0                                  | 0                                  | 0                                  | 0                                  | 0                                  | 0                                  | 0                                  | 0                                  | 0                                  | 0                                  | 0                                  | 0                                  | 0                                  | 0                                  | 0                                  | 0                                  | 0                                  | 0                                  | 0                                  |
| préfixe réseau (/59) | préfixe réseau (/59) | préfixe réseau (/59) | préfixe réseau (/59)                                        | préfixe réseau (/59)                                        | préfixe réseau (/59)                                        | préfixe réseau (/59)                                        | préfixe réseau (/59)                                        | préfixe réseau (/59)                                        | préfixe réseau (/59)                                        | préfixe réseau (/59)                                        | préfixe réseau (/59)                                        | préfixe réseau (/59)                                        | préfixe réseau (/59)                                        | préfixe réseau (/59)                                        | préfixe réseau (/59)                                        | préfixe réseau (/59)                                        | préfixe réseau (/59)                                        | préfixe réseau (/59)                                        | préfixe réseau (/59)                                        | préfixe réseau (/59)                                        | préfixe réseau (/59)                                        | préfixe réseau (/59)                                        | préfixe réseau (/59)                                        | préfixe réseau (/59)                                        | préfixe réseau (/59)                                        | préfixe réseau (/59)                                        | préfixe réseau (/59)                                        | préfixe réseau (/59)                                        | préfixe réseau (/59)                                        | préfixe réseau (/59)                                        | préfixe réseau (/59)                                        | préfixe réseau (/59)                                        | préfixe réseau (/59)                                        | préfixe réseau (/59)                                        | préfixe réseau (/59)                                        | préfixe réseau (/59)                                        | préfixe réseau (/59)                                        | préfixe réseau (/59)                                        | préfixe réseau (/59)                                        | préfixe réseau (/59)                                        | préfixe réseau (/59)                                        | préfixe réseau (/59)                                        | préfixe réseau (/59)                                        | préfixe réseau (/59)                                        | préfixe réseau (/59)                                        | préfixe réseau (/59)                                        | préfixe réseau (/59)                                        | préfixe réseau (/59)                                        | préfixe réseau (/59)                                        | préfixe réseau (/59)                                        | préfixe réseau (/59)                                        | préfixe réseau (/59)                                        | préfixe réseau (/59)                                        | préfixe réseau (/59)                                        | préfixe réseau (/59)                                        | préfixe réseau (/59)                                        | préfixe réseau (/59)                                        | préfixe réseau (/59)                                        | partie sous-réseau privé (69 bits)                          | partie sous-réseau privé (69 bits)                          | partie sous-réseau privé (69 bits)                          | partie sous-réseau privé (69 bits)                          | partie sous-réseau privé (69 bits)                          | partie sous-réseau privé (69 bits) | partie sous-réseau privé (69 bits) | partie sous-réseau privé (69 bits) | partie sous-réseau privé (69 bits) | partie sous-réseau privé (69 bits) | partie sous-réseau privé (69 bits) | partie sous-réseau privé (69 bits) | partie sous-réseau privé (69 bits) | partie sous-réseau privé (69 bits) | partie sous-réseau privé (69 bits) | partie sous-réseau privé (69 bits) | partie sous-réseau privé (69 bits) | partie sous-réseau privé (69 bits) | partie sous-réseau privé (69 bits) | partie sous-réseau privé (69 bits) | partie sous-réseau privé (69 bits) | partie sous-réseau privé (69 bits) | partie sous-réseau privé (69 bits) | partie sous-réseau privé (69 bits) | partie sous-réseau privé (69 bits) | partie sous-réseau privé (69 bits) | partie sous-réseau privé (69 bits) | partie sous-réseau privé (69 bits) | partie sous-réseau privé (69 bits) | partie sous-réseau privé (69 bits) | partie sous-réseau privé (69 bits) | partie sous-réseau privé (69 bits) | partie sous-réseau privé (69 bits) | partie sous-réseau privé (69 bits) | partie sous-réseau privé (69 bits) | partie sous-réseau privé (69 bits) | partie sous-réseau privé (69 bits) | partie sous-réseau privé (69 bits) | partie sous-réseau privé (69 bits) | partie sous-réseau privé (69 bits) | partie sous-réseau privé (69 bits) | partie sous-réseau privé (69 bits) | partie sous-réseau privé (69 bits) | partie sous-réseau privé (69 bits) | partie sous-réseau privé (69 bits) | partie sous-réseau privé (69 bits) | partie sous-réseau privé (69 bits) | partie sous-réseau privé (69 bits) | partie sous-réseau privé (69 bits) | partie sous-réseau privé (69 bits) | partie sous-réseau privé (69 bits) | partie sous-réseau privé (69 bits) | partie sous-réseau privé (69 bits) | partie sous-réseau privé (69 bits) | partie sous-réseau privé (69 bits) | partie sous-réseau privé (69 bits) | partie sous-réseau privé (69 bits) | partie sous-réseau privé (69 bits) | partie sous-réseau privé (69 bits) | partie sous-réseau privé (69 bits) | partie sous-réseau privé (69 bits) | partie sous-réseau privé (69 bits) | partie sous-réseau privé (69 bits) | partie sous-réseau privé (69 bits) | partie sous-réseau privé (69 bits) | partie sous-réseau privé (69 bits) | partie sous-réseau privé (69 bits) | partie sous-réseau privé (69 bits) | partie sous-réseau privé (69 bits) |
| 0                    | 0                    | 1                    | 0                                                           | 0                                                           | 0                                                           | 0                                                           | 0                                                           | 0                                                           | 0                                                           | 0                                                           | 0                                                           | 0                                                           | 0                                                           | 0                                                           | 1                                                           | 0                                                           | 0                                                           | 0                                                           | 0                                                           | 1                                                           | 1                                                           | 0                                                           | 1                                                           | 1                                                           | 0                                                           | 1                                                           | 1                                                           | 1                                                           | 0                                                           | 0                                                           | 0                                                           | 0                                                           | 0                                                           | 0                                                           | 0                                                           | 0                                                           | 0                                                           | 0                                                           | 0                                                           | 0                                                           | 0                                                           | 0                                                           | 0                                                           | 0                                                           | 0                                                           | 0                                                           | 1                                                           | 0                                                           | 0                                                           | 0                                                           | 0                                                           | 0                                                           | 0                                                           | 0                                                           | 1                                                           | 1                                                           | 0                                                           | 1                                                           | 1                                                           | 1                                                           | 1                                                           | 1                                                           | 1                                                           | 1                                  | 1                                  | 1                                  | 1                                  | 1                                  | 1                                  | 1                                  | 1                                  | 1                                  | 1                                  | 1                                  | 1                                  | 1                                  | 1                                  | 1                                  | 1                                  | 1                                  | 1                                  | 1                                  | 1                                  | 1                                  | 1                                  | 1                                  | 1                                  | 1                                  | 1                                  | 1                                  | 1                                  | 1                                  | 1                                  | 1                                  | 1                                  | 1                                  | 1                                  | 1                                  | 1                                  | 1                                  | 1                                  | 1                                  | 1                                  | 1                                  | 1                                  | 1                                  | 1                                  | 1                                  | 1                                  | 1                                  | 1                                  | 1                                  | 1                                  | 1                                  | 1                                  | 1                                  | 1                                  | 1                                  | 1                                  | 1                                  | 1                                  | 1                                  | 1                                  | 1                                  | 1                                  | 1                                  | 1                                  |
| 2                    | 2                    | 2                    | 2                                                           | 0                                                           | 0                                                           | 0                                                           | 0                                                           | 0                                                           | 0                                                           | 0                                                           | 0                                                           | 1                                                           | 1                                                           | 1                                                           | 1                                                           | 0                                                           | 0                                                           | 0                                                           | 0                                                           | d                                                           | d                                                           | d                                                           | d                                                           | b                                                           | b                                                           | b                                                           | b                                                           | 8                                                           | 8                                                           | 8                                                           | 8                                                           | 0                                                           | 0                                                           | 0                                                           | 0                                                           | 0                                                           | 0                                                           | 0                                                           | 0                                                           | 0                                                           | 0                                                           | 0                                                           | 0                                                           | 1                                                           | 1                                                           | 1                                                           | 1                                                           | 0                                                           | 0                                                           | 0                                                           | 0                                                           | 1                                                           | 1                                                           | 1                                                           | 1                                                           | b                                                           | b                                                           | b                                                           | b                                                           | f                                                           | f                                                           | f                                                           | f                                                           | f                                  | f                                  | f                                  | f                                  | f                                  | f                                  | f                                  | f                                  | f                                  | f                                  | f                                  | f                                  | f                                  | f                                  | f                                  | f                                  | f                                  | f                                  | f                                  | f                                  | f                                  | f                                  | f                                  | f                                  | f                                  | f                                  | f                                  | f                                  | f                                  | f                                  | f                                  | f                                  | f                                  | f                                  | f                                  | f                                  | f                                  | f                                  | f                                  | f                                  | f                                  | f                                  | f                                  | f                                  | f                                  | f                                  | f                                  | f                                  | f                                  | f                                  | f                                  | f                                  | f                                  | f                                  | f                                  | f                                  | f                                  | f                                  | f                                  | f                                  | f                                  | f                                  | f                                  | f                                  |
| 2/3                  | 2/3                  | 2/3                  | Plus grand réseau Unicast routable alloué (/48)             | Plus grand réseau Unicast routable alloué (/48)             | Plus grand réseau Unicast routable alloué (/48)             | Plus grand réseau Unicast routable alloué (/48)             | Plus grand réseau Unicast routable alloué (/48)             | Plus grand réseau Unicast routable alloué (/48)             | Plus grand réseau Unicast routable alloué (/48)             | Plus grand réseau Unicast routable alloué (/48)             | Plus grand réseau Unicast routable alloué (/48)             | Plus grand réseau Unicast routable alloué (/48)             | Plus grand réseau Unicast routable alloué (/48)             | Plus grand réseau Unicast routable alloué (/48)             | Plus grand réseau Unicast routable alloué (/48)             | Plus grand réseau Unicast routable alloué (/48)             | Plus grand réseau Unicast routable alloué (/48)             | Plus grand réseau Unicast routable alloué (/48)             | Plus grand réseau Unicast routable alloué (/48)             | Plus grand réseau Unicast routable alloué (/48)             | Plus grand réseau Unicast routable alloué (/48)             | Plus grand réseau Unicast routable alloué (/48)             | Plus grand réseau Unicast routable alloué (/48)             | Plus grand réseau Unicast routable alloué (/48)             | Plus grand réseau Unicast routable alloué (/48)             | Plus grand réseau Unicast routable alloué (/48)             | Plus grand réseau Unicast routable alloué (/48)             | Plus grand réseau Unicast routable alloué (/48)             | Plus grand réseau Unicast routable alloué (/48)             | Plus grand réseau Unicast routable alloué (/48)             | Plus grand réseau Unicast routable alloué (/48)             | Plus grand réseau Unicast routable alloué (/48)             | Plus grand réseau Unicast routable alloué (/48)             | Plus grand réseau Unicast routable alloué (/48)             | Plus grand réseau Unicast routable alloué (/48)             | Plus grand réseau Unicast routable alloué (/48)             | Plus grand réseau Unicast routable alloué (/48)             | Plus grand réseau Unicast routable alloué (/48)             | Plus grand réseau Unicast routable alloué (/48)             | Plus grand réseau Unicast routable alloué (/48)             | Plus grand réseau Unicast routable alloué (/48)             | Plus grand réseau Unicast routable alloué (/48)             | Plus grand réseau Unicast routable alloué (/48)             | Plus grand réseau Unicast routable alloué (/48)             | Plus grand réseau Unicast routable alloué (/48)             | Plus grand réseau Unicast routable alloué (/48)             | Plus grand réseau Unicast routable alloué (/48)             | partie sous-réseau privé (80 bits)                          | partie sous-réseau privé (80 bits)                          | partie sous-réseau privé (80 bits)                          | partie sous-réseau privé (80 bits)                          | partie sous-réseau privé (80 bits)                          | partie sous-réseau privé (80 bits)                          | partie sous-réseau privé (80 bits)                          | partie sous-réseau privé (80 bits)                          | partie sous-réseau privé (80 bits)                          | partie sous-réseau privé (80 bits)                          | partie sous-réseau privé (80 bits)                          | partie sous-réseau privé (80 bits)                          | partie sous-réseau privé (80 bits)                          | partie sous-réseau privé (80 bits)                          | partie sous-réseau privé (80 bits)                          | partie sous-réseau privé (80 bits)                          | partie sous-réseau privé (80 bits) | partie sous-réseau privé (80 bits) | partie sous-réseau privé (80 bits) | partie sous-réseau privé (80 bits) | partie sous-réseau privé (80 bits) | partie sous-réseau privé (80 bits) | partie sous-réseau privé (80 bits) | partie sous-réseau privé (80 bits) | partie sous-réseau privé (80 bits) | partie sous-réseau privé (80 bits) | partie sous-réseau privé (80 bits) | partie sous-réseau privé (80 bits) | partie sous-réseau privé (80 bits) | partie sous-réseau privé (80 bits) | partie sous-réseau privé (80 bits) | partie sous-réseau privé (80 bits) | partie sous-réseau privé (80 bits) | partie sous-réseau privé (80 bits) | partie sous-réseau privé (80 bits) | partie sous-réseau privé (80 bits) | partie sous-réseau privé (80 bits) | partie sous-réseau privé (80 bits) | partie sous-réseau privé (80 bits) | partie sous-réseau privé (80 bits) | partie sous-réseau privé (80 bits) | partie sous-réseau privé (80 bits) | partie sous-réseau privé (80 bits) | partie sous-réseau privé (80 bits) | partie sous-réseau privé (80 bits) | partie sous-réseau privé (80 bits) | partie sous-réseau privé (80 bits) | partie sous-réseau privé (80 bits) | partie sous-réseau privé (80 bits) | partie sous-réseau privé (80 bits) | partie sous-réseau privé (80 bits) | partie sous-réseau privé (80 bits) | partie sous-réseau privé (80 bits) | partie sous-réseau privé (80 bits) | partie sous-réseau privé (80 bits) | partie sous-réseau privé (80 bits) | partie sous-réseau privé (80 bits) | partie sous-réseau privé (80 bits) | partie sous-réseau privé (80 bits) | partie sous-réseau privé (80 bits) | partie sous-réseau privé (80 bits) | partie sous-réseau privé (80 bits) | partie sous-réseau privé (80 bits) | partie sous-réseau privé (80 bits) | partie sous-réseau privé (80 bits) | partie sous-réseau privé (80 bits) | partie sous-réseau privé (80 bits) | partie sous-réseau privé (80 bits) | partie sous-réseau privé (80 bits) | partie sous-réseau privé (80 bits) | partie sous-réseau privé (80 bits) | partie sous-réseau privé (80 bits) | partie sous-réseau privé (80 bits) | partie sous-réseau privé (80 bits) | partie sous-réseau privé (80 bits) | partie sous-réseau privé (80 bits) | partie sous-réseau privé (80 bits) | partie sous-réseau privé (80 bits) | partie sous-réseau privé (80 bits) | partie sous-réseau privé (80 bits) |

Le plus grand préfixe de sous-réseau non annoncé (globalement sur les échanges de routes entre réseaux mais routé uniquement dans un sous-réseau du client privé final) est fixé à 64 bits par la RFC 4291, ce qui laisse un choix d'au moins 264, soit 18 × 1018 adresses par sous-réseau final.

## Catégories d'adresses
Différentes sortes d'adresses IPv6 jouent des rôles particuliers. Ces propriétés sont indiquées par le début de l'adresse, appelé préfixe (RFC 5156, RFC 4291, RFC 3587) :
| Préfixe   | Description                                                      |
| --------- | ---------------------------------------------------------------- |
| ::/8      | Adresses réservées                                               |
| 2000::/3  | Adresses unicast routables sur Internet                          |
| fc00::/7  | Adresses locales uniques (utiliser fd00::/8 sur un réseau local) |
| fe80::/10 | Adresses locales lien                                            |
| ff00::/8  | Adresses multicast                                               |

Adresses réservées
- « ::/128 » : Adresse non spécifiée. Celle-ci n'est jamais assignée à un hôte mais peut être utilisée comme adresse source dans une phase d'acquisition de l'adresse IPv6.
- « ::1/128 » : Adresse loopback c'est-à-dire la machine elle-même, équivalent de 127.0.0.1 en IPv4.
- « 64:ff9b::/96 »: Adresses réservées pour les traducteurs de protocoles (RFC 6052[11])
- « ::ffff:0:0/96 » : Représentation d'adresse IPv4 dans une structure IPv6. Ces adresses permettent d'encoder une adresse IPv4 dans une structure de données prévue pour IPv6. Elles sont utilisées par des programmes mais ne doivent pas se trouver dans le réseau.
- « ::ffff:0:0:0/96 » : adresses IPv4 traduites pour SIIT (RFC 2765[12]).

Adresses globales unicast« 2000::/3 »
Celles-ci représentent 1/8e de l'espace d'adressage total d'IPv6.
Parmi les adresses de « 2000::/3 », on distingue :
- Les adresses unicast globales (2001::/16) ouvertes à la réservation depuis 1999. Ces adresses sont allouées par bloc /23 à /12 par l'IANA à un registre Internet régional[13]. Certains blocs sont réservés à un usage particulier[14] :
  - « 2001::/32 » utilisé pour Teredo (RFC 4380[15])
  - « 2001:2::/48 » pour des tests de performance (RFC 5180[16])
  - « 2001:10::/28 » pour Orchid (RFC 4843[17])
  - « 2001:db8::/32 » est réservé pour la documentation par la RFC 3849[18]
- Les adresses 6to4 (2002::/16) permettant d'acheminer le trafic IPv6 via un ou plusieurs réseaux IPv4 (RFC 3056[19])
- Toutes les autres adresses routables (plus des trois quarts) sont actuellement réservées pour usage ultérieur.

| 2/3 | 2/3 | 2/3 | RFC 4380 (2001::/32)     | RFC 4380 (2001::/32)     | RFC 4380 (2001::/32)     | RFC 4380 (2001::/32)     | RFC 4380 (2001::/32)     | RFC 4380 (2001::/32)     | RFC 4380 (2001::/32)     | RFC 4380 (2001::/32)     | RFC 4380 (2001::/32)     | RFC 4380 (2001::/32)     | RFC 4380 (2001::/32)     | RFC 4380 (2001::/32)     | RFC 4380 (2001::/32)     | RFC 4380 (2001::/32)                   | RFC 4380 (2001::/32)                   | RFC 4380 (2001::/32)                   | RFC 4380 (2001::/32)                   | RFC 4380 (2001::/32)                   | RFC 4380 (2001::/32)                   | RFC 4380 (2001::/32)                   | RFC 4380 (2001::/32)                   | RFC 4380 (2001::/32)                   | RFC 4380 (2001::/32)                   | RFC 4380 (2001::/32)                   | RFC 4380 (2001::/32)                   | RFC 4380 (2001::/32)                   | RFC 4380 (2001::/32)                   | RFC 4380 (2001::/32)                   | RFC 4380 (2001::/32)                   | Adresse d'hôte Teredo (96 bits)        | Adresse d'hôte Teredo (96 bits)        | Adresse d'hôte Teredo (96 bits)        | Adresse d'hôte Teredo (96 bits)        | Adresse d'hôte Teredo (96 bits)        | Adresse d'hôte Teredo (96 bits)        | Adresse d'hôte Teredo (96 bits)        | Adresse d'hôte Teredo (96 bits)        | Adresse d'hôte Teredo (96 bits)        | Adresse d'hôte Teredo (96 bits)        | Adresse d'hôte Teredo (96 bits)        | Adresse d'hôte Teredo (96 bits)        | Adresse d'hôte Teredo (96 bits)        | Adresse d'hôte Teredo (96 bits)        | Adresse d'hôte Teredo (96 bits)        | Adresse d'hôte Teredo (96 bits)        | Adresse d'hôte Teredo (96 bits)                  | Adresse d'hôte Teredo (96 bits)                  | Adresse d'hôte Teredo (96 bits)                  | Adresse d'hôte Teredo (96 bits)                  | Adresse d'hôte Teredo (96 bits)                  | Adresse d'hôte Teredo (96 bits)                  | Adresse d'hôte Teredo (96 bits)                  | Adresse d'hôte Teredo (96 bits)                  | Adresse d'hôte Teredo (96 bits)                  | Adresse d'hôte Teredo (96 bits)                  | Adresse d'hôte Teredo (96 bits)                  | Adresse d'hôte Teredo (96 bits)                  | Adresse d'hôte Teredo (96 bits)                  | Adresse d'hôte Teredo (96 bits)                  | Adresse d'hôte Teredo (96 bits)                  | Adresse d'hôte Teredo (96 bits)                  | Adresse d'hôte Teredo (96 bits)                  | Adresse d'hôte Teredo (96 bits)                  | Adresse d'hôte Teredo (96 bits)                  | Adresse d'hôte Teredo (96 bits)                  | Adresse d'hôte Teredo (96 bits)                  | Adresse d'hôte Teredo (96 bits)                  | Adresse d'hôte Teredo (96 bits)                  | Adresse d'hôte Teredo (96 bits)                  | Adresse d'hôte Teredo (96 bits)                  | Adresse d'hôte Teredo (96 bits)                  | Adresse d'hôte Teredo (96 bits)                  | Adresse d'hôte Teredo (96 bits)                  | Adresse d'hôte Teredo (96 bits)                  | Adresse d'hôte Teredo (96 bits)                  | Adresse d'hôte Teredo (96 bits)                  | Adresse d'hôte Teredo (96 bits)                  | Adresse d'hôte Teredo (96 bits)                  | Adresse d'hôte Teredo (96 bits)                  | Adresse d'hôte Teredo (96 bits)                  | Adresse d'hôte Teredo (96 bits)                  | Adresse d'hôte Teredo (96 bits)                  | Adresse d'hôte Teredo (96 bits)                  | Adresse d'hôte Teredo (96 bits)                  | Adresse d'hôte Teredo (96 bits)                  | Adresse d'hôte Teredo (96 bits)                  | Adresse d'hôte Teredo (96 bits)                  | Adresse d'hôte Teredo (96 bits)                  | Adresse d'hôte Teredo (96 bits)                  | Adresse d'hôte Teredo (96 bits)                  | Adresse d'hôte Teredo (96 bits)                  | Adresse d'hôte Teredo (96 bits)                  | Adresse d'hôte Teredo (96 bits)                  | Adresse d'hôte Teredo (96 bits)                  | Adresse d'hôte Teredo (96 bits)                  | Adresse d'hôte Teredo (96 bits)                  | Adresse d'hôte Teredo (96 bits)                  | Adresse d'hôte Teredo (96 bits)                  | Adresse d'hôte Teredo (96 bits)                  | Adresse d'hôte Teredo (96 bits)                  | Adresse d'hôte Teredo (96 bits)                  | Adresse d'hôte Teredo (96 bits)                  | Adresse d'hôte Teredo (96 bits)                  | Adresse d'hôte Teredo (96 bits)                  | Adresse d'hôte Teredo (96 bits)                  | Adresse d'hôte Teredo (96 bits)                  | Adresse d'hôte Teredo (96 bits)                  | Adresse d'hôte Teredo (96 bits)                  | Adresse d'hôte Teredo (96 bits)                  | Adresse d'hôte Teredo (96 bits)                  | Adresse d'hôte Teredo (96 bits)                  | Adresse d'hôte Teredo (96 bits)                  | Adresse d'hôte Teredo (96 bits)                  | Adresse d'hôte Teredo (96 bits)                  | Adresse d'hôte Teredo (96 bits)                  | Adresse d'hôte Teredo (96 bits)                  | Adresse d'hôte Teredo (96 bits)                  | Adresse d'hôte Teredo (96 bits)                  | Adresse d'hôte Teredo (96 bits)                  | Adresse d'hôte Teredo (96 bits)                  | Adresse d'hôte Teredo (96 bits)                  | Adresse d'hôte Teredo (96 bits)                  | Adresse d'hôte Teredo (96 bits)                  | Adresse d'hôte Teredo (96 bits)                  | Adresse d'hôte Teredo (96 bits)                  |
| 2   | 2   | 2   | 2                        | 0                        | 0                        | 0                        | 0                        | 0                        | 0                        | 0                        | 0                        | 1                        | 1                        | 1                        | 1                        | 0                                      | 0                                      | 0                                      | 0                                      | 0                                      | 0                                      | 0                                      | 0                                      | 0                                      | 0                                      | 0                                      | 0                                      | 0                                      | 0                                      | 0                                      | 0                                      | x                                      | x                                      | x                                      | x                                      | x                                      | x                                      | x                                      | x                                      | x                                      | x                                      | x                                      | x                                      | x                                      | x                                      | x                                      | x                                      | x                                                | x                                                | x                                                | x                                                | x                                                | x                                                | x                                                | x                                                | x                                                | x                                                | x                                                | x                                                | x                                                | x                                                | x                                                | x                                                | x                                                | x                                                | x                                                | x                                                | x                                                | x                                                | x                                                | x                                                | x                                                | x                                                | x                                                | x                                                | x                                                | x                                                | x                                                | x                                                | x                                                | x                                                | x                                                | x                                                | x                                                | x                                                | x                                                | x                                                | x                                                | x                                                | x                                                | x                                                | x                                                | x                                                | x                                                | x                                                | x                                                | x                                                | x                                                | x                                                | x                                                | x                                                | x                                                | x                                                | x                                                | x                                                | x                                                | x                                                | x                                                | x                                                | x                                                | x                                                | x                                                | x                                                | x                                                | x                                                | x                                                | x                                                | x                                                | x                                                | x                                                | x                                                | x                                                | x                                                | x                                                | x                                                | x                                                | x                                                |
| 0   | 0   | 1   | 0                        | 0                        | 0                        | 0                        | 0                        | 0                        | 0                        | 0                        | 0                        | 0                        | 0                        | 0                        | 1                        | 0                                      | 0                                      | 0                                      | 0                                      | 0                                      | 0                                      | 0                                      | 0                                      | 0                                      | 0                                      | 0                                      | 0                                      | 0                                      | 0                                      | 0                                      | 0                                      | x                                      | x                                      | x                                      | x                                      | x                                      | x                                      | x                                      | x                                      | x                                      | x                                      | x                                      | x                                      | x                                      | x                                      | x                                      | x                                      | x                                                | x                                                | x                                                | x                                                | x                                                | x                                                | x                                                | x                                                | x                                                | x                                                | x                                                | x                                                | x                                                | x                                                | x                                                | x                                                | x                                                | x                                                | x                                                | x                                                | x                                                | x                                                | x                                                | x                                                | x                                                | x                                                | x                                                | x                                                | x                                                | x                                                | x                                                | x                                                | x                                                | x                                                | x                                                | x                                                | x                                                | x                                                | x                                                | x                                                | x                                                | x                                                | x                                                | x                                                | x                                                | x                                                | x                                                | x                                                | x                                                | x                                                | x                                                | x                                                | x                                                | x                                                | x                                                | x                                                | x                                                | x                                                | x                                                | x                                                | x                                                | x                                                | x                                                | x                                                | x                                                | x                                                | x                                                | x                                                | x                                                | x                                                | x                                                | x                                                | x                                                | x                                                | x                                                | x                                                | x                                                | x                                                | x                                                | x                                                |
|     |     |     |                          |                          |                          |                          |                          |                          |                          |                          |                          |                          |                          |                          |                          |                                        |                                        |                                        |                                        |                                        |                                        |                                        |                                        |                                        |                                        |                                        |                                        |                                        |                                        |                                        |                                        |                                        |                                        |                                        |                                        |                                        |                                        |                                        |                                        |                                        |                                        |                                        |                                        |                                        |                                        |                                        |                                        |                                                  |                                                  |                                                  |                                                  |                                                  |                                                  |                                                  |                                                  |                                                  |                                                  |                                                  |                                                  |                                                  |                                                  |                                                  |                                                  |                                                  |                                                  |                                                  |                                                  |                                                  |                                                  |                                                  |                                                  |                                                  |                                                  |                                                  |                                                  |                                                  |                                                  |                                                  |                                                  |                                                  |                                                  |                                                  |                                                  |                                                  |                                                  |                                                  |                                                  |                                                  |                                                  |                                                  |                                                  |                                                  |                                                  |                                                  |                                                  |                                                  |                                                  |                                                  |                                                  |                                                  |                                                  |                                                  |                                                  |                                                  |                                                  |                                                  |                                                  |                                                  |                                                  |                                                  |                                                  |                                                  |                                                  |                                                  |                                                  |                                                  |                                                  |                                                  |                                                  |                                                  |                                                  |                                                  |                                                  |                                                  |                                                  |                                                  |                                                  |
| 2/3 | 2/3 | 2/3 | RFC 5180 (2001:2::/48)   | RFC 5180 (2001:2::/48)   | RFC 5180 (2001:2::/48)   | RFC 5180 (2001:2::/48)   | RFC 5180 (2001:2::/48)   | RFC 5180 (2001:2::/48)   | RFC 5180 (2001:2::/48)   | RFC 5180 (2001:2::/48)   | RFC 5180 (2001:2::/48)   | RFC 5180 (2001:2::/48)   | RFC 5180 (2001:2::/48)   | RFC 5180 (2001:2::/48)   | RFC 5180 (2001:2::/48)   | RFC 5180 (2001:2::/48)                 | RFC 5180 (2001:2::/48)                 | RFC 5180 (2001:2::/48)                 | RFC 5180 (2001:2::/48)                 | RFC 5180 (2001:2::/48)                 | RFC 5180 (2001:2::/48)                 | RFC 5180 (2001:2::/48)                 | RFC 5180 (2001:2::/48)                 | RFC 5180 (2001:2::/48)                 | RFC 5180 (2001:2::/48)                 | RFC 5180 (2001:2::/48)                 | RFC 5180 (2001:2::/48)                 | RFC 5180 (2001:2::/48)                 | RFC 5180 (2001:2::/48)                 | RFC 5180 (2001:2::/48)                 | RFC 5180 (2001:2::/48)                 | RFC 5180 (2001:2::/48)                 | RFC 5180 (2001:2::/48)                 | RFC 5180 (2001:2::/48)                 | RFC 5180 (2001:2::/48)                 | RFC 5180 (2001:2::/48)                 | RFC 5180 (2001:2::/48)                 | RFC 5180 (2001:2::/48)                 | RFC 5180 (2001:2::/48)                 | RFC 5180 (2001:2::/48)                 | RFC 5180 (2001:2::/48)                 | RFC 5180 (2001:2::/48)                 | RFC 5180 (2001:2::/48)                 | RFC 5180 (2001:2::/48)                 | RFC 5180 (2001:2::/48)                 | RFC 5180 (2001:2::/48)                 | RFC 5180 (2001:2::/48)                 | Adresse d'hôte de tests de performance (80 bits) | Adresse d'hôte de tests de performance (80 bits) | Adresse d'hôte de tests de performance (80 bits) | Adresse d'hôte de tests de performance (80 bits) | Adresse d'hôte de tests de performance (80 bits) | Adresse d'hôte de tests de performance (80 bits) | Adresse d'hôte de tests de performance (80 bits) | Adresse d'hôte de tests de performance (80 bits) | Adresse d'hôte de tests de performance (80 bits) | Adresse d'hôte de tests de performance (80 bits) | Adresse d'hôte de tests de performance (80 bits) | Adresse d'hôte de tests de performance (80 bits) | Adresse d'hôte de tests de performance (80 bits) | Adresse d'hôte de tests de performance (80 bits) | Adresse d'hôte de tests de performance (80 bits) | Adresse d'hôte de tests de performance (80 bits) | Adresse d'hôte de tests de performance (80 bits) | Adresse d'hôte de tests de performance (80 bits) | Adresse d'hôte de tests de performance (80 bits) | Adresse d'hôte de tests de performance (80 bits) | Adresse d'hôte de tests de performance (80 bits) | Adresse d'hôte de tests de performance (80 bits) | Adresse d'hôte de tests de performance (80 bits) | Adresse d'hôte de tests de performance (80 bits) | Adresse d'hôte de tests de performance (80 bits) | Adresse d'hôte de tests de performance (80 bits) | Adresse d'hôte de tests de performance (80 bits) | Adresse d'hôte de tests de performance (80 bits) | Adresse d'hôte de tests de performance (80 bits) | Adresse d'hôte de tests de performance (80 bits) | Adresse d'hôte de tests de performance (80 bits) | Adresse d'hôte de tests de performance (80 bits) | Adresse d'hôte de tests de performance (80 bits) | Adresse d'hôte de tests de performance (80 bits) | Adresse d'hôte de tests de performance (80 bits) | Adresse d'hôte de tests de performance (80 bits) | Adresse d'hôte de tests de performance (80 bits) | Adresse d'hôte de tests de performance (80 bits) | Adresse d'hôte de tests de performance (80 bits) | Adresse d'hôte de tests de performance (80 bits) | Adresse d'hôte de tests de performance (80 bits) | Adresse d'hôte de tests de performance (80 bits) | Adresse d'hôte de tests de performance (80 bits) | Adresse d'hôte de tests de performance (80 bits) | Adresse d'hôte de tests de performance (80 bits) | Adresse d'hôte de tests de performance (80 bits) | Adresse d'hôte de tests de performance (80 bits) | Adresse d'hôte de tests de performance (80 bits) | Adresse d'hôte de tests de performance (80 bits) | Adresse d'hôte de tests de performance (80 bits) | Adresse d'hôte de tests de performance (80 bits) | Adresse d'hôte de tests de performance (80 bits) | Adresse d'hôte de tests de performance (80 bits) | Adresse d'hôte de tests de performance (80 bits) | Adresse d'hôte de tests de performance (80 bits) | Adresse d'hôte de tests de performance (80 bits) | Adresse d'hôte de tests de performance (80 bits) | Adresse d'hôte de tests de performance (80 bits) | Adresse d'hôte de tests de performance (80 bits) | Adresse d'hôte de tests de performance (80 bits) | Adresse d'hôte de tests de performance (80 bits) | Adresse d'hôte de tests de performance (80 bits) | Adresse d'hôte de tests de performance (80 bits) | Adresse d'hôte de tests de performance (80 bits) | Adresse d'hôte de tests de performance (80 bits) | Adresse d'hôte de tests de performance (80 bits) | Adresse d'hôte de tests de performance (80 bits) | Adresse d'hôte de tests de performance (80 bits) | Adresse d'hôte de tests de performance (80 bits) | Adresse d'hôte de tests de performance (80 bits) | Adresse d'hôte de tests de performance (80 bits) | Adresse d'hôte de tests de performance (80 bits) | Adresse d'hôte de tests de performance (80 bits) | Adresse d'hôte de tests de performance (80 bits) | Adresse d'hôte de tests de performance (80 bits) | Adresse d'hôte de tests de performance (80 bits) | Adresse d'hôte de tests de performance (80 bits) | Adresse d'hôte de tests de performance (80 bits) | Adresse d'hôte de tests de performance (80 bits) | Adresse d'hôte de tests de performance (80 bits) |
| 2   | 2   | 2   | 2                        | 0                        | 0                        | 0                        | 0                        | 0                        | 0                        | 0                        | 0                        | 1                        | 1                        | 1                        | 1                        | 0                                      | 0                                      | 0                                      | 0                                      | 0                                      | 0                                      | 0                                      | 0                                      | 0                                      | 0                                      | 0                                      | 0                                      | 2                                      | 2                                      | 2                                      | 2                                      | 0                                      | 0                                      | 0                                      | 0                                      | 0                                      | 0                                      | 0                                      | 0                                      | 0                                      | 0                                      | 0                                      | 0                                      | 0                                      | 0                                      | 0                                      | 0                                      | x                                                | x                                                | x                                                | x                                                | x                                                | x                                                | x                                                | x                                                | x                                                | x                                                | x                                                | x                                                | x                                                | x                                                | x                                                | x                                                | x                                                | x                                                | x                                                | x                                                | x                                                | x                                                | x                                                | x                                                | x                                                | x                                                | x                                                | x                                                | x                                                | x                                                | x                                                | x                                                | x                                                | x                                                | x                                                | x                                                | x                                                | x                                                | x                                                | x                                                | x                                                | x                                                | x                                                | x                                                | x                                                | x                                                | x                                                | x                                                | x                                                | x                                                | x                                                | x                                                | x                                                | x                                                | x                                                | x                                                | x                                                | x                                                | x                                                | x                                                | x                                                | x                                                | x                                                | x                                                | x                                                | x                                                | x                                                | x                                                | x                                                | x                                                | x                                                | x                                                | x                                                | x                                                | x                                                | x                                                | x                                                | x                                                | x                                                | x                                                |
| 0   | 0   | 1   | 0                        | 0                        | 0                        | 0                        | 0                        | 0                        | 0                        | 0                        | 0                        | 0                        | 0                        | 0                        | 1                        | 0                                      | 0                                      | 0                                      | 0                                      | 0                                      | 0                                      | 0                                      | 0                                      | 0                                      | 0                                      | 0                                      | 0                                      | 0                                      | 0                                      | 1                                      | 0                                      | 0                                      | 0                                      | 0                                      | 0                                      | 0                                      | 0                                      | 0                                      | 0                                      | 0                                      | 0                                      | 0                                      | 0                                      | 0                                      | 0                                      | 0                                      | 0                                      | x                                                | x                                                | x                                                | x                                                | x                                                | x                                                | x                                                | x                                                | x                                                | x                                                | x                                                | x                                                | x                                                | x                                                | x                                                | x                                                | x                                                | x                                                | x                                                | x                                                | x                                                | x                                                | x                                                | x                                                | x                                                | x                                                | x                                                | x                                                | x                                                | x                                                | x                                                | x                                                | x                                                | x                                                | x                                                | x                                                | x                                                | x                                                | x                                                | x                                                | x                                                | x                                                | x                                                | x                                                | x                                                | x                                                | x                                                | x                                                | x                                                | x                                                | x                                                | x                                                | x                                                | x                                                | x                                                | x                                                | x                                                | x                                                | x                                                | x                                                | x                                                | x                                                | x                                                | x                                                | x                                                | x                                                | x                                                | x                                                | x                                                | x                                                | x                                                | x                                                | x                                                | x                                                | x                                                | x                                                | x                                                | x                                                | x                                                | x                                                |
|     |     |     |                          |                          |                          |                          |                          |                          |                          |                          |                          |                          |                          |                          |                          |                                        |                                        |                                        |                                        |                                        |                                        |                                        |                                        |                                        |                                        |                                        |                                        |                                        |                                        |                                        |                                        |                                        |                                        |                                        |                                        |                                        |                                        |                                        |                                        |                                        |                                        |                                        |                                        |                                        |                                        |                                        |                                        |                                                  |                                                  |                                                  |                                                  |                                                  |                                                  |                                                  |                                                  |                                                  |                                                  |                                                  |                                                  |                                                  |                                                  |                                                  |                                                  |                                                  |                                                  |                                                  |                                                  |                                                  |                                                  |                                                  |                                                  |                                                  |                                                  |                                                  |                                                  |                                                  |                                                  |                                                  |                                                  |                                                  |                                                  |                                                  |                                                  |                                                  |                                                  |                                                  |                                                  |                                                  |                                                  |                                                  |                                                  |                                                  |                                                  |                                                  |                                                  |                                                  |                                                  |                                                  |                                                  |                                                  |                                                  |                                                  |                                                  |                                                  |                                                  |                                                  |                                                  |                                                  |                                                  |                                                  |                                                  |                                                  |                                                  |                                                  |                                                  |                                                  |                                                  |                                                  |                                                  |                                                  |                                                  |                                                  |                                                  |                                                  |                                                  |                                                  |                                                  |
| 2/3 | 2/3 | 2/3 | RFC 4843 (2001:10::/28)  | RFC 4843 (2001:10::/28)  | RFC 4843 (2001:10::/28)  | RFC 4843 (2001:10::/28)  | RFC 4843 (2001:10::/28)  | RFC 4843 (2001:10::/28)  | RFC 4843 (2001:10::/28)  | RFC 4843 (2001:10::/28)  | RFC 4843 (2001:10::/28)  | RFC 4843 (2001:10::/28)  | RFC 4843 (2001:10::/28)  | RFC 4843 (2001:10::/28)  | RFC 4843 (2001:10::/28)  | RFC 4843 (2001:10::/28)                | RFC 4843 (2001:10::/28)                | RFC 4843 (2001:10::/28)                | RFC 4843 (2001:10::/28)                | RFC 4843 (2001:10::/28)                | RFC 4843 (2001:10::/28)                | RFC 4843 (2001:10::/28)                | RFC 4843 (2001:10::/28)                | RFC 4843 (2001:10::/28)                | RFC 4843 (2001:10::/28)                | RFC 4843 (2001:10::/28)                | RFC 4843 (2001:10::/28)                | Adresse d'hôte Orchid (100 bits)       | Adresse d'hôte Orchid (100 bits)       | Adresse d'hôte Orchid (100 bits)       | Adresse d'hôte Orchid (100 bits)       | Adresse d'hôte Orchid (100 bits)       | Adresse d'hôte Orchid (100 bits)       | Adresse d'hôte Orchid (100 bits)       | Adresse d'hôte Orchid (100 bits)       | Adresse d'hôte Orchid (100 bits)       | Adresse d'hôte Orchid (100 bits)       | Adresse d'hôte Orchid (100 bits)       | Adresse d'hôte Orchid (100 bits)       | Adresse d'hôte Orchid (100 bits)       | Adresse d'hôte Orchid (100 bits)       | Adresse d'hôte Orchid (100 bits)       | Adresse d'hôte Orchid (100 bits)       | Adresse d'hôte Orchid (100 bits)       | Adresse d'hôte Orchid (100 bits)       | Adresse d'hôte Orchid (100 bits)       | Adresse d'hôte Orchid (100 bits)       | Adresse d'hôte Orchid (100 bits)                 | Adresse d'hôte Orchid (100 bits)                 | Adresse d'hôte Orchid (100 bits)                 | Adresse d'hôte Orchid (100 bits)                 | Adresse d'hôte Orchid (100 bits)                 | Adresse d'hôte Orchid (100 bits)                 | Adresse d'hôte Orchid (100 bits)                 | Adresse d'hôte Orchid (100 bits)                 | Adresse d'hôte Orchid (100 bits)                 | Adresse d'hôte Orchid (100 bits)                 | Adresse d'hôte Orchid (100 bits)                 | Adresse d'hôte Orchid (100 bits)                 | Adresse d'hôte Orchid (100 bits)                 | Adresse d'hôte Orchid (100 bits)                 | Adresse d'hôte Orchid (100 bits)                 | Adresse d'hôte Orchid (100 bits)                 | Adresse d'hôte Orchid (100 bits)                 | Adresse d'hôte Orchid (100 bits)                 | Adresse d'hôte Orchid (100 bits)                 | Adresse d'hôte Orchid (100 bits)                 | Adresse d'hôte Orchid (100 bits)                 | Adresse d'hôte Orchid (100 bits)                 | Adresse d'hôte Orchid (100 bits)                 | Adresse d'hôte Orchid (100 bits)                 | Adresse d'hôte Orchid (100 bits)                 | Adresse d'hôte Orchid (100 bits)                 | Adresse d'hôte Orchid (100 bits)                 | Adresse d'hôte Orchid (100 bits)                 | Adresse d'hôte Orchid (100 bits)                 | Adresse d'hôte Orchid (100 bits)                 | Adresse d'hôte Orchid (100 bits)                 | Adresse d'hôte Orchid (100 bits)                 | Adresse d'hôte Orchid (100 bits)                 | Adresse d'hôte Orchid (100 bits)                 | Adresse d'hôte Orchid (100 bits)                 | Adresse d'hôte Orchid (100 bits)                 | Adresse d'hôte Orchid (100 bits)                 | Adresse d'hôte Orchid (100 bits)                 | Adresse d'hôte Orchid (100 bits)                 | Adresse d'hôte Orchid (100 bits)                 | Adresse d'hôte Orchid (100 bits)                 | Adresse d'hôte Orchid (100 bits)                 | Adresse d'hôte Orchid (100 bits)                 | Adresse d'hôte Orchid (100 bits)                 | Adresse d'hôte Orchid (100 bits)                 | Adresse d'hôte Orchid (100 bits)                 | Adresse d'hôte Orchid (100 bits)                 | Adresse d'hôte Orchid (100 bits)                 | Adresse d'hôte Orchid (100 bits)                 | Adresse d'hôte Orchid (100 bits)                 | Adresse d'hôte Orchid (100 bits)                 | Adresse d'hôte Orchid (100 bits)                 | Adresse d'hôte Orchid (100 bits)                 | Adresse d'hôte Orchid (100 bits)                 | Adresse d'hôte Orchid (100 bits)                 | Adresse d'hôte Orchid (100 bits)                 | Adresse d'hôte Orchid (100 bits)                 | Adresse d'hôte Orchid (100 bits)                 | Adresse d'hôte Orchid (100 bits)                 | Adresse d'hôte Orchid (100 bits)                 | Adresse d'hôte Orchid (100 bits)                 | Adresse d'hôte Orchid (100 bits)                 | Adresse d'hôte Orchid (100 bits)                 | Adresse d'hôte Orchid (100 bits)                 | Adresse d'hôte Orchid (100 bits)                 | Adresse d'hôte Orchid (100 bits)                 | Adresse d'hôte Orchid (100 bits)                 | Adresse d'hôte Orchid (100 bits)                 | Adresse d'hôte Orchid (100 bits)                 | Adresse d'hôte Orchid (100 bits)                 | Adresse d'hôte Orchid (100 bits)                 | Adresse d'hôte Orchid (100 bits)                 | Adresse d'hôte Orchid (100 bits)                 | Adresse d'hôte Orchid (100 bits)                 | Adresse d'hôte Orchid (100 bits)                 | Adresse d'hôte Orchid (100 bits)                 | Adresse d'hôte Orchid (100 bits)                 | Adresse d'hôte Orchid (100 bits)                 | Adresse d'hôte Orchid (100 bits)                 | Adresse d'hôte Orchid (100 bits)                 |
| 2   | 2   | 2   | 2                        | 0                        | 0                        | 0                        | 0                        | 0                        | 0                        | 0                        | 0                        | 1                        | 1                        | 1                        | 1                        | 0                                      | 0                                      | 0                                      | 0                                      | 0                                      | 0                                      | 0                                      | 0                                      | 1                                      | 1                                      | 1                                      | 1                                      | x                                      | x                                      | x                                      | x                                      | x                                      | x                                      | x                                      | x                                      | x                                      | x                                      | x                                      | x                                      | x                                      | x                                      | x                                      | x                                      | x                                      | x                                      | x                                      | x                                      | x                                                | x                                                | x                                                | x                                                | x                                                | x                                                | x                                                | x                                                | x                                                | x                                                | x                                                | x                                                | x                                                | x                                                | x                                                | x                                                | x                                                | x                                                | x                                                | x                                                | x                                                | x                                                | x                                                | x                                                | x                                                | x                                                | x                                                | x                                                | x                                                | x                                                | x                                                | x                                                | x                                                | x                                                | x                                                | x                                                | x                                                | x                                                | x                                                | x                                                | x                                                | x                                                | x                                                | x                                                | x                                                | x                                                | x                                                | x                                                | x                                                | x                                                | x                                                | x                                                | x                                                | x                                                | x                                                | x                                                | x                                                | x                                                | x                                                | x                                                | x                                                | x                                                | x                                                | x                                                | x                                                | x                                                | x                                                | x                                                | x                                                | x                                                | x                                                | x                                                | x                                                | x                                                | x                                                | x                                                | x                                                | x                                                | x                                                | x                                                |
| 0   | 0   | 1   | 0                        | 0                        | 0                        | 0                        | 0                        | 0                        | 0                        | 0                        | 0                        | 0                        | 0                        | 0                        | 1                        | 0                                      | 0                                      | 0                                      | 0                                      | 0                                      | 0                                      | 0                                      | 0                                      | 0                                      | 0                                      | 0                                      | 1                                      | x                                      | x                                      | x                                      | x                                      | 0                                      | 0                                      | 0                                      | 0                                      | 0                                      | 0                                      | 0                                      | 0                                      | 0                                      | 0                                      | 0                                      | 0                                      | 0                                      | 0                                      | 1                                      | 0                                      | x                                                | x                                                | x                                                | x                                                | x                                                | x                                                | x                                                | x                                                | x                                                | x                                                | x                                                | x                                                | x                                                | x                                                | x                                                | x                                                | x                                                | x                                                | x                                                | x                                                | x                                                | x                                                | x                                                | x                                                | x                                                | x                                                | x                                                | x                                                | x                                                | x                                                | x                                                | x                                                | x                                                | x                                                | x                                                | x                                                | x                                                | x                                                | x                                                | x                                                | x                                                | x                                                | x                                                | x                                                | x                                                | x                                                | x                                                | x                                                | x                                                | x                                                | x                                                | x                                                | x                                                | x                                                | x                                                | x                                                | x                                                | x                                                | x                                                | x                                                | x                                                | x                                                | x                                                | x                                                | x                                                | x                                                | x                                                | x                                                | x                                                | x                                                | x                                                | x                                                | x                                                | x                                                | x                                                | x                                                | x                                                | x                                                | x                                                | x                                                |
|     |     |     |                          |                          |                          |                          |                          |                          |                          |                          |                          |                          |                          |                          |                          |                                        |                                        |                                        |                                        |                                        |                                        |                                        |                                        |                                        |                                        |                                        |                                        |                                        |                                        |                                        |                                        |                                        |                                        |                                        |                                        |                                        |                                        |                                        |                                        |                                        |                                        |                                        |                                        |                                        |                                        |                                        |                                        |                                                  |                                                  |                                                  |                                                  |                                                  |                                                  |                                                  |                                                  |                                                  |                                                  |                                                  |                                                  |                                                  |                                                  |                                                  |                                                  |                                                  |                                                  |                                                  |                                                  |                                                  |                                                  |                                                  |                                                  |                                                  |                                                  |                                                  |                                                  |                                                  |                                                  |                                                  |                                                  |                                                  |                                                  |                                                  |                                                  |                                                  |                                                  |                                                  |                                                  |                                                  |                                                  |                                                  |                                                  |                                                  |                                                  |                                                  |                                                  |                                                  |                                                  |                                                  |                                                  |                                                  |                                                  |                                                  |                                                  |                                                  |                                                  |                                                  |                                                  |                                                  |                                                  |                                                  |                                                  |                                                  |                                                  |                                                  |                                                  |                                                  |                                                  |                                                  |                                                  |                                                  |                                                  |                                                  |                                                  |                                                  |                                                  |                                                  |                                                  |
| 2/3 | 2/3 | 2/3 | RFC 3849 (2001:db8::/32) | RFC 3849 (2001:db8::/32) | RFC 3849 (2001:db8::/32) | RFC 3849 (2001:db8::/32) | RFC 3849 (2001:db8::/32) | RFC 3849 (2001:db8::/32) | RFC 3849 (2001:db8::/32) | RFC 3849 (2001:db8::/32) | RFC 3849 (2001:db8::/32) | RFC 3849 (2001:db8::/32) | RFC 3849 (2001:db8::/32) | RFC 3849 (2001:db8::/32) | RFC 3849 (2001:db8::/32) | RFC 3849 (2001:db8::/32)               | RFC 3849 (2001:db8::/32)               | RFC 3849 (2001:db8::/32)               | RFC 3849 (2001:db8::/32)               | RFC 3849 (2001:db8::/32)               | RFC 3849 (2001:db8::/32)               | RFC 3849 (2001:db8::/32)               | RFC 3849 (2001:db8::/32)               | RFC 3849 (2001:db8::/32)               | RFC 3849 (2001:db8::/32)               | RFC 3849 (2001:db8::/32)               | RFC 3849 (2001:db8::/32)               | RFC 3849 (2001:db8::/32)               | RFC 3849 (2001:db8::/32)               | RFC 3849 (2001:db8::/32)               | RFC 3849 (2001:db8::/32)               | Adresse de documentation (96 bits)     | Adresse de documentation (96 bits)     | Adresse de documentation (96 bits)     | Adresse de documentation (96 bits)     | Adresse de documentation (96 bits)     | Adresse de documentation (96 bits)     | Adresse de documentation (96 bits)     | Adresse de documentation (96 bits)     | Adresse de documentation (96 bits)     | Adresse de documentation (96 bits)     | Adresse de documentation (96 bits)     | Adresse de documentation (96 bits)     | Adresse de documentation (96 bits)     | Adresse de documentation (96 bits)     | Adresse de documentation (96 bits)     | Adresse de documentation (96 bits)     | Adresse de documentation (96 bits)               | Adresse de documentation (96 bits)               | Adresse de documentation (96 bits)               | Adresse de documentation (96 bits)               | Adresse de documentation (96 bits)               | Adresse de documentation (96 bits)               | Adresse de documentation (96 bits)               | Adresse de documentation (96 bits)               | Adresse de documentation (96 bits)               | Adresse de documentation (96 bits)               | Adresse de documentation (96 bits)               | Adresse de documentation (96 bits)               | Adresse de documentation (96 bits)               | Adresse de documentation (96 bits)               | Adresse de documentation (96 bits)               | Adresse de documentation (96 bits)               | Adresse de documentation (96 bits)               | Adresse de documentation (96 bits)               | Adresse de documentation (96 bits)               | Adresse de documentation (96 bits)               | Adresse de documentation (96 bits)               | Adresse de documentation (96 bits)               | Adresse de documentation (96 bits)               | Adresse de documentation (96 bits)               | Adresse de documentation (96 bits)               | Adresse de documentation (96 bits)               | Adresse de documentation (96 bits)               | Adresse de documentation (96 bits)               | Adresse de documentation (96 bits)               | Adresse de documentation (96 bits)               | Adresse de documentation (96 bits)               | Adresse de documentation (96 bits)               | Adresse de documentation (96 bits)               | Adresse de documentation (96 bits)               | Adresse de documentation (96 bits)               | Adresse de documentation (96 bits)               | Adresse de documentation (96 bits)               | Adresse de documentation (96 bits)               | Adresse de documentation (96 bits)               | Adresse de documentation (96 bits)               | Adresse de documentation (96 bits)               | Adresse de documentation (96 bits)               | Adresse de documentation (96 bits)               | Adresse de documentation (96 bits)               | Adresse de documentation (96 bits)               | Adresse de documentation (96 bits)               | Adresse de documentation (96 bits)               | Adresse de documentation (96 bits)               | Adresse de documentation (96 bits)               | Adresse de documentation (96 bits)               | Adresse de documentation (96 bits)               | Adresse de documentation (96 bits)               | Adresse de documentation (96 bits)               | Adresse de documentation (96 bits)               | Adresse de documentation (96 bits)               | Adresse de documentation (96 bits)               | Adresse de documentation (96 bits)               | Adresse de documentation (96 bits)               | Adresse de documentation (96 bits)               | Adresse de documentation (96 bits)               | Adresse de documentation (96 bits)               | Adresse de documentation (96 bits)               | Adresse de documentation (96 bits)               | Adresse de documentation (96 bits)               | Adresse de documentation (96 bits)               | Adresse de documentation (96 bits)               | Adresse de documentation (96 bits)               | Adresse de documentation (96 bits)               | Adresse de documentation (96 bits)               | Adresse de documentation (96 bits)               | Adresse de documentation (96 bits)               | Adresse de documentation (96 bits)               | Adresse de documentation (96 bits)               | Adresse de documentation (96 bits)               | Adresse de documentation (96 bits)               | Adresse de documentation (96 bits)               | Adresse de documentation (96 bits)               | Adresse de documentation (96 bits)               | Adresse de documentation (96 bits)               | Adresse de documentation (96 bits)               |
| 2   | 2   | 2   | 2                        | 0                        | 0                        | 0                        | 0                        | 0                        | 0                        | 0                        | 0                        | 1                        | 1                        | 1                        | 1                        | 0                                      | 0                                      | 0                                      | 0                                      | d                                      | d                                      | d                                      | d                                      | b                                      | b                                      | b                                      | b                                      | 8                                      | 8                                      | 8                                      | 8                                      | x                                      | x                                      | x                                      | x                                      | x                                      | x                                      | x                                      | x                                      | x                                      | x                                      | x                                      | x                                      | x                                      | x                                      | x                                      | x                                      | x                                                | x                                                | x                                                | x                                                | x                                                | x                                                | x                                                | x                                                | x                                                | x                                                | x                                                | x                                                | x                                                | x                                                | x                                                | x                                                | x                                                | x                                                | x                                                | x                                                | x                                                | x                                                | x                                                | x                                                | x                                                | x                                                | x                                                | x                                                | x                                                | x                                                | x                                                | x                                                | x                                                | x                                                | x                                                | x                                                | x                                                | x                                                | x                                                | x                                                | x                                                | x                                                | x                                                | x                                                | x                                                | x                                                | x                                                | x                                                | x                                                | x                                                | x                                                | x                                                | x                                                | x                                                | x                                                | x                                                | x                                                | x                                                | x                                                | x                                                | x                                                | x                                                | x                                                | x                                                | x                                                | x                                                | x                                                | x                                                | x                                                | x                                                | x                                                | x                                                | x                                                | x                                                | x                                                | x                                                | x                                                | x                                                | x                                                | x                                                |
| 0   | 0   | 1   | 0                        | 0                        | 0                        | 0                        | 0                        | 0                        | 0                        | 0                        | 0                        | 0                        | 0                        | 0                        | 1                        | 0                                      | 0                                      | 0                                      | 0                                      | 1                                      | 1                                      | 0                                      | 1                                      | 1                                      | 0                                      | 1                                      | 1                                      | 1                                      | 0                                      | 0                                      | 0                                      | x                                      | x                                      | x                                      | x                                      | x                                      | x                                      | x                                      | x                                      | x                                      | x                                      | x                                      | x                                      | x                                      | x                                      | x                                      | x                                      | x                                                | x                                                | x                                                | x                                                | x                                                | x                                                | x                                                | x                                                | x                                                | x                                                | x                                                | x                                                | x                                                | x                                                | x                                                | x                                                | x                                                | x                                                | x                                                | x                                                | x                                                | x                                                | x                                                | x                                                | x                                                | x                                                | x                                                | x                                                | x                                                | x                                                | x                                                | x                                                | x                                                | x                                                | x                                                | x                                                | x                                                | x                                                | x                                                | x                                                | x                                                | x                                                | x                                                | x                                                | x                                                | x                                                | x                                                | x                                                | x                                                | x                                                | x                                                | x                                                | x                                                | x                                                | x                                                | x                                                | x                                                | x                                                | x                                                | x                                                | x                                                | x                                                | x                                                | x                                                | x                                                | x                                                | x                                                | x                                                | x                                                | x                                                | x                                                | x                                                | x                                                | x                                                | x                                                | x                                                | x                                                | x                                                | x                                                | x                                                |
|     |     |     |                          |                          |                          |                          |                          |                          |                          |                          |                          |                          |                          |                          |                          |                                        |                                        |                                        |                                        |                                        |                                        |                                        |                                        |                                        |                                        |                                        |                                        |                                        |                                        |                                        |                                        |                                        |                                        |                                        |                                        |                                        |                                        |                                        |                                        |                                        |                                        |                                        |                                        |                                        |                                        |                                        |                                        |                                                  |                                                  |                                                  |                                                  |                                                  |                                                  |                                                  |                                                  |                                                  |                                                  |                                                  |                                                  |                                                  |                                                  |                                                  |                                                  |                                                  |                                                  |                                                  |                                                  |                                                  |                                                  |                                                  |                                                  |                                                  |                                                  |                                                  |                                                  |                                                  |                                                  |                                                  |                                                  |                                                  |                                                  |                                                  |                                                  |                                                  |                                                  |                                                  |                                                  |                                                  |                                                  |                                                  |                                                  |                                                  |                                                  |                                                  |                                                  |                                                  |                                                  |                                                  |                                                  |                                                  |                                                  |                                                  |                                                  |                                                  |                                                  |                                                  |                                                  |                                                  |                                                  |                                                  |                                                  |                                                  |                                                  |                                                  |                                                  |                                                  |                                                  |                                                  |                                                  |                                                  |                                                  |                                                  |                                                  |                                                  |                                                  |                                                  |                                                  |
| 2/3 | 2/3 | 2/3 | RFC 3056 (2002::/16)     | RFC 3056 (2002::/16)     | RFC 3056 (2002::/16)     | RFC 3056 (2002::/16)     | RFC 3056 (2002::/16)     | RFC 3056 (2002::/16)     | RFC 3056 (2002::/16)     | RFC 3056 (2002::/16)     | RFC 3056 (2002::/16)     | RFC 3056 (2002::/16)     | RFC 3056 (2002::/16)     | RFC 3056 (2002::/16)     | RFC 3056 (2002::/16)     | Adresse IPv4 de routeur 6to4 (32 bits) | Adresse IPv4 de routeur 6to4 (32 bits) | Adresse IPv4 de routeur 6to4 (32 bits) | Adresse IPv4 de routeur 6to4 (32 bits) | Adresse IPv4 de routeur 6to4 (32 bits) | Adresse IPv4 de routeur 6to4 (32 bits) | Adresse IPv4 de routeur 6to4 (32 bits) | Adresse IPv4 de routeur 6to4 (32 bits) | Adresse IPv4 de routeur 6to4 (32 bits) | Adresse IPv4 de routeur 6to4 (32 bits) | Adresse IPv4 de routeur 6to4 (32 bits) | Adresse IPv4 de routeur 6to4 (32 bits) | Adresse IPv4 de routeur 6to4 (32 bits) | Adresse IPv4 de routeur 6to4 (32 bits) | Adresse IPv4 de routeur 6to4 (32 bits) | Adresse IPv4 de routeur 6to4 (32 bits) | Adresse IPv4 de routeur 6to4 (32 bits) | Adresse IPv4 de routeur 6to4 (32 bits) | Adresse IPv4 de routeur 6to4 (32 bits) | Adresse IPv4 de routeur 6to4 (32 bits) | Adresse IPv4 de routeur 6to4 (32 bits) | Adresse IPv4 de routeur 6to4 (32 bits) | Adresse IPv4 de routeur 6to4 (32 bits) | Adresse IPv4 de routeur 6to4 (32 bits) | Adresse IPv4 de routeur 6to4 (32 bits) | Adresse IPv4 de routeur 6to4 (32 bits) | Adresse IPv4 de routeur 6to4 (32 bits) | Adresse IPv4 de routeur 6to4 (32 bits) | Adresse IPv4 de routeur 6to4 (32 bits) | Adresse IPv4 de routeur 6to4 (32 bits) | Adresse IPv4 de routeur 6to4 (32 bits) | Adresse IPv4 de routeur 6to4 (32 bits) | Adresse d'hôte allouée par le routeur (80 bits)  | Adresse d'hôte allouée par le routeur (80 bits)  | Adresse d'hôte allouée par le routeur (80 bits)  | Adresse d'hôte allouée par le routeur (80 bits)  | Adresse d'hôte allouée par le routeur (80 bits)  | Adresse d'hôte allouée par le routeur (80 bits)  | Adresse d'hôte allouée par le routeur (80 bits)  | Adresse d'hôte allouée par le routeur (80 bits)  | Adresse d'hôte allouée par le routeur (80 bits)  | Adresse d'hôte allouée par le routeur (80 bits)  | Adresse d'hôte allouée par le routeur (80 bits)  | Adresse d'hôte allouée par le routeur (80 bits)  | Adresse d'hôte allouée par le routeur (80 bits)  | Adresse d'hôte allouée par le routeur (80 bits)  | Adresse d'hôte allouée par le routeur (80 bits)  | Adresse d'hôte allouée par le routeur (80 bits)  | Adresse d'hôte allouée par le routeur (80 bits)  | Adresse d'hôte allouée par le routeur (80 bits)  | Adresse d'hôte allouée par le routeur (80 bits)  | Adresse d'hôte allouée par le routeur (80 bits)  | Adresse d'hôte allouée par le routeur (80 bits)  | Adresse d'hôte allouée par le routeur (80 bits)  | Adresse d'hôte allouée par le routeur (80 bits)  | Adresse d'hôte allouée par le routeur (80 bits)  | Adresse d'hôte allouée par le routeur (80 bits)  | Adresse d'hôte allouée par le routeur (80 bits)  | Adresse d'hôte allouée par le routeur (80 bits)  | Adresse d'hôte allouée par le routeur (80 bits)  | Adresse d'hôte allouée par le routeur (80 bits)  | Adresse d'hôte allouée par le routeur (80 bits)  | Adresse d'hôte allouée par le routeur (80 bits)  | Adresse d'hôte allouée par le routeur (80 bits)  | Adresse d'hôte allouée par le routeur (80 bits)  | Adresse d'hôte allouée par le routeur (80 bits)  | Adresse d'hôte allouée par le routeur (80 bits)  | Adresse d'hôte allouée par le routeur (80 bits)  | Adresse d'hôte allouée par le routeur (80 bits)  | Adresse d'hôte allouée par le routeur (80 bits)  | Adresse d'hôte allouée par le routeur (80 bits)  | Adresse d'hôte allouée par le routeur (80 bits)  | Adresse d'hôte allouée par le routeur (80 bits)  | Adresse d'hôte allouée par le routeur (80 bits)  | Adresse d'hôte allouée par le routeur (80 bits)  | Adresse d'hôte allouée par le routeur (80 bits)  | Adresse d'hôte allouée par le routeur (80 bits)  | Adresse d'hôte allouée par le routeur (80 bits)  | Adresse d'hôte allouée par le routeur (80 bits)  | Adresse d'hôte allouée par le routeur (80 bits)  | Adresse d'hôte allouée par le routeur (80 bits)  | Adresse d'hôte allouée par le routeur (80 bits)  | Adresse d'hôte allouée par le routeur (80 bits)  | Adresse d'hôte allouée par le routeur (80 bits)  | Adresse d'hôte allouée par le routeur (80 bits)  | Adresse d'hôte allouée par le routeur (80 bits)  | Adresse d'hôte allouée par le routeur (80 bits)  | Adresse d'hôte allouée par le routeur (80 bits)  | Adresse d'hôte allouée par le routeur (80 bits)  | Adresse d'hôte allouée par le routeur (80 bits)  | Adresse d'hôte allouée par le routeur (80 bits)  | Adresse d'hôte allouée par le routeur (80 bits)  | Adresse d'hôte allouée par le routeur (80 bits)  | Adresse d'hôte allouée par le routeur (80 bits)  | Adresse d'hôte allouée par le routeur (80 bits)  | Adresse d'hôte allouée par le routeur (80 bits)  | Adresse d'hôte allouée par le routeur (80 bits)  | Adresse d'hôte allouée par le routeur (80 bits)  | Adresse d'hôte allouée par le routeur (80 bits)  | Adresse d'hôte allouée par le routeur (80 bits)  | Adresse d'hôte allouée par le routeur (80 bits)  | Adresse d'hôte allouée par le routeur (80 bits)  | Adresse d'hôte allouée par le routeur (80 bits)  | Adresse d'hôte allouée par le routeur (80 bits)  | Adresse d'hôte allouée par le routeur (80 bits)  | Adresse d'hôte allouée par le routeur (80 bits)  | Adresse d'hôte allouée par le routeur (80 bits)  | Adresse d'hôte allouée par le routeur (80 bits)  | Adresse d'hôte allouée par le routeur (80 bits)  | Adresse d'hôte allouée par le routeur (80 bits)  | Adresse d'hôte allouée par le routeur (80 bits)  | Adresse d'hôte allouée par le routeur (80 bits)  |
| 2   | 2   | 2   | 2                        | 0                        | 0                        | 0                        | 0                        | 0                        | 0                        | 0                        | 0                        | 2                        | 2                        | 2                        | 2                        | nnn .                                  | nnn .                                  | nnn .                                  | nnn .                                  | nnn .                                  | nnn .                                  | nnn .                                  | nnn .                                  | nnn .                                  | nnn .                                  | nnn .                                  | nnn .                                  | nnn .                                  | nnn .                                  | nnn .                                  | nnn .                                  | nnn .                                  | nnn .                                  | nnn .                                  | nnn .                                  | nnn .                                  | nnn .                                  | nnn .                                  | nnn .                                  | nnn                                    | nnn                                    | nnn                                    | nnn                                    | nnn                                    | nnn                                    | nnn                                    | nnn                                    | x                                                | x                                                | x                                                | x                                                | x                                                | x                                                | x                                                | x                                                | x                                                | x                                                | x                                                | x                                                | x                                                | x                                                | x                                                | x                                                | x                                                | x                                                | x                                                | x                                                | x                                                | x                                                | x                                                | x                                                | x                                                | x                                                | x                                                | x                                                | x                                                | x                                                | x                                                | x                                                | x                                                | x                                                | x                                                | x                                                | x                                                | x                                                | x                                                | x                                                | x                                                | x                                                | x                                                | x                                                | x                                                | x                                                | x                                                | x                                                | x                                                | x                                                | x                                                | x                                                | x                                                | x                                                | x                                                | x                                                | x                                                | x                                                | x                                                | x                                                | x                                                | x                                                | x                                                | x                                                | x                                                | x                                                | x                                                | x                                                | x                                                | x                                                | x                                                | x                                                | x                                                | x                                                | x                                                | x                                                | x                                                | x                                                | x                                                | x                                                |
| 0   | 0   | 1   | 0                        | 0                        | 0                        | 0                        | 0                        | 0                        | 0                        | 0                        | 0                        | 0                        | 0                        | 1                        | 0                        | x                                      | x                                      | x                                      | x                                      | x                                      | x                                      | x                                      | x                                      | x                                      | x                                      | x                                      | x                                      | x                                      | x                                      | x                                      | x                                      | x                                      | x                                      | x                                      | x                                      | x                                      | x                                      | x                                      | x                                      | x                                      | x                                      | x                                      | x                                      | x                                      | x                                      | x                                      | x                                      | x                                                | x                                                | x                                                | x                                                | x                                                | x                                                | x                                                | x                                                | x                                                | x                                                | x                                                | x                                                | x                                                | x                                                | x                                                | x                                                | x                                                | x                                                | x                                                | x                                                | x                                                | x                                                | x                                                | x                                                | x                                                | x                                                | x                                                | x                                                | x                                                | x                                                | x                                                | x                                                | x                                                | x                                                | x                                                | x                                                | x                                                | x                                                | x                                                | x                                                | x                                                | x                                                | x                                                | x                                                | x                                                | x                                                | x                                                | x                                                | x                                                | x                                                | x                                                | x                                                | x                                                | x                                                | x                                                | x                                                | x                                                | x                                                | x                                                | x                                                | x                                                | x                                                | x                                                | x                                                | x                                                | x                                                | x                                                | x                                                | x                                                | x                                                | x                                                | x                                                | x                                                | x                                                | x                                                | x                                                | x                                                | x                                                | x                                                | x                                                |

Adresses locales uniquesfc00::/7
Ces adresses sont utilisées pour les communications locales et ne sont routables que sur les sites qui le souhaitent. C'est l'équivalent des plages d'adresses privées de RFC 1918.
Le 8e bit doit être actuellement fixé à 1 (mettre ce bit à 0 n'est pas encore défini), ce qui donne le préfixe fd00::/8 pour les adresses assignées localement. L'adresse comprend un préfixe pseudo-aléatoire de 40 bits pour éviter les conflits lors de l'interconnexion de réseaux privés.
Adresses locales de lienfe80::/10
Les adresses de lien local (utilisables uniquement au sein d'un réseau local de niveau 2, non routables) appartiennent à fe80::/64. Ces adresses ne sont uniques que sur un lien, un hôte peut donc avoir plusieurs interfaces avec la même adresse locale de lien. On lève les ambigüités en précisant l'interface.
Adresses multicastff00::/8
En IPv6, il n'y a pas d'adresse broadcast, elle est remplacée par des adresses multicast propres à l'application. Il existe une adresse ff02::1 (all nodes) limitée au lien local et dont l'utilisation par les applications est découragée.
NDP utilise l'adresse multicast ff02::1:ff00:0/104 pour découvrir l'adresse MAC d'un hôte dont l'adresse IPv6 est connue (solicited node). Les 24 derniers bits de l'adresse sont constitués des 24 derniers bits de l'adresse IPv6. L'utilisation de multicast au lieu d'une adresse broadcast permet d'optimiser la diffusion de ce message.

### Sélection des adresses
L'IPv6 étant initialement conçu pour gérer plusieurs adresses simultanément par machine, la RFC 6724 définit la façon dont l'adresse source d'une machine sera sélectionnée par l'utilisation d'une table de politiques, par défaut elle doit contenir ceci :
| Préfixe       | Précédence | Label |
| ------------- | ---------- | ----- |
| ::1/128       | 50         | 0     |
| ::/0          | 40         | 1     |
| ::ffff:0:0/96 | 35         | 4     |
| 2002::/16     | 30         | 2     |
| 2001::/32     | 5          | 5     |
| fc00::/7      | 3          | 13    |
| ::/96         | 1          | 3     |
| fec0::/10     | 1          | 11    |
| 3ffe::/16     | 1          | 12    |

Pour chaque adresse IPv4 ou IPv6 possible, une recherche dans cette table de la meilleure correspondance (c'est-à-dire avec le préfixe correspondant le plus long) fournit une valeur « précédence » et une valeur « label ».
Le fonctionnement est le suivant : si plusieurs adresses de destination sont possibles (après une requête DNS par exemple), elles seront triées dans l'ordre de précédence en commençant par la précédence la plus élevée. La source est ensuite choisie en prenant en priorité celle dont le label est égal à celui de la destination.
Ceci a notamment pour effet :
- de préférer les communications avec IPv6 (::/0) plutôt qu'IPv4 (représentée par ::ffff:0:0/96) quand les deux types d'adresses sont disponibles,
- de préférer les adresses IPv6 natives et IPv4 aux adresses 6to4 (2002::/16) ou Teredo (2001::/32),
- de préférer une source 6to4 si la destination est une adresse 6to4.

Il est possible de la modifier selon ses besoins par exemple on peut rendre le trafic IPv4 prioritaire en modifiant la précédence associée au préfixe ::ffff:0:0/96.
Certaines versions de Windows peuvent cependant utiliser l'ancienne RFC 3484 par défaut qui ne gère pas correctement les adresses locales uniques. De plus chaque règle ne peut être définie que sur un multiple de 8 bits ce qui peut obliger à en décomposer certaines.

### Adresses obsolètes
| Préfixe            | Description                                            |
| ------------------ | ------------------------------------------------------ |
| 3ffe::/16 5f00::/8 | Adresses utilisées par le réseau expérimental 6bone    |
| fec0::/10          | Adresse locale de site                                 |
| ::a.b.c.d/96       | Adresse compatible IPv4 (a.b.c.d est une adresse IPv4) |

Adresses locales de sitefec0::/10
Ces adresses sont spécifiées dans la RFC 1884 de décembre 1995 mais leur usage est considéré comme obsolète depuis 2004 avec la RFC 3879. Elles sont remplacées par les adresses locales uniques avec la RFC 4193.
Adresses compatibles IPv4
Ces adresses étaient réservées pour être utilisées dans un mécanisme de transition. Elles sont rendues obsolètes par la RFC 4291.

## Assignation des adresses IPv6 dans un réseau local
La taille du sous-réseau étant fixée à 64 bits, les hôtes disposent des 64 bits restants pour la numérotation à l'intérieur du sous-réseau.
Plusieurs techniques existent pour assigner les adresses dans le sous-réseau :
Configuration manuelleL'administrateur fixe l'adresse. Les adresses constituées entièrement de 0 ou de 1 ne jouent pas de rôle particulier en IPv6.
Configuration automatique
- RFC 7217[24] : autoconfiguration sans état basée sur une clé secrète et sur le préfixe réseau, ne dévoile pas l'adresse MAC et est stable pour chaque préfixe réseau.
- RFC 4862[25] : autoconfiguration sans état basée sur l'adresse MAC qui utilise le Neighbor Discovery Protocol (NDP), déconseillé par l'IETF depuis 2017.
- RFC 4941[26] : tirage pseudo aléatoire (actif par défaut sur les versions client des systèmes Microsoft Windows)
- RFC 3315[27] : DHCPv6

Il existe au moins une adresse locale de lien (fe80::/64) pour chaque interface IPv6. Le RFC 4861 permet de construire le ou les adresses globales unicast avec chacun des préfixes /64 annoncés par le routeur.
En général, les 64 bits d'interfaces sont construits à partir de l'adresse MAC dans un format nommé EUI-64 modifié. Ce système a soulevé des inquiétudes vis-à-vis de la protection de la vie privée, dans la mesure où les adresses MAC sont alors visibles dans l'adresse IPv6 et peuvent permettre d'identifier l'équipement.

## Durée de vie d'une adresse
Les adresses IPv6 associées à une interface ont une durée de vie déterminée. La durée de vie est en général infinie, mais on peut configurer une durée de vie préférée et une durée de vie de validité. Ces durées de vie sont configurées dans les routeurs qui fournissent les préfixes pour la configuration automatique. En combinaison avec un changement DNS correspondant, ces durées de vie permettent une transition progressive vers une nouvelle adresse IPv6 (appartenant à un nouveau fournisseur de service par exemple) sans interruption de service.
Quand la durée d'utilisation d'une adresse dépasse la durée préférée, elle n'est plus utilisée pour les nouvelles connexions. Quand sa période de validité est atteinte, elle est supprimée de la configuration de l'interface.

## Assignation des blocs d'adresses IP
Les adresses IP Unicast sont distribuées par l'IANA aux registres Internet régionaux (RIR). Les RIR gèrent les ressources d'adressage IPv4 et IPv6 dans leur région.
L'IANA alloue des blocs de taille /23 à /12 dans l'espace unicast global (2000::/3) aux cinq RIR. Ces derniers les allouent à leur tour aux LIR (fournisseur d'accès à internet) sous forme de blocs de taille minimale de /48.
Les RIR peuvent choisir de subdiviser leur bloc /23 en 512 blocs /32, typiquement un par LIR. Le LIR peut à son tour assigner 65536 blocs /48 à ses clients, qui disposent alors chacun de 65536 réseaux /64. Ces sous-réseaux seront peu peuplés, mais l'étendue de l'espace d'adressage d'IPv6 est telle que ce ne sera pas un problème.
| IANA | RIR | LIR | Client | Sous-réseau | Interface |
| 3    | 20  | 9   | 16     | 16          | 64        |

Vu la disponibilité des adresses, l'utilisation des NAT n’est plus nécessaire.
Il est possible d'interroger les bases de données des RIR pour savoir à qui est allouée une adresse IP grâce à la commande whois ou bien via les sites web des RIR.
Afin d'encourager l'agrégation des adresses, le plan d'adressage IPv6 ne prévoyait initialement que des blocs Provider Aggregatable (PA), c'est-à-dire liés au fournisseur d'accès à Internet, le multi-homing étant réalisé en assignant plusieurs adresses PA aux hôtes. Ceci implique une renumérotation lorsqu'on change de FAI, le protocole IPv6 facilitant celle-ci grâce à la durée de vie et à l'autoconfiguration des adresses.
En 2009, la politique d'attribution des adresses IPv6 du RIPE NCC a été modifiée pour accepter d'assigner des blocs Provider Independent (PI) aux entreprises qui ambitionnent de se connecter à plusieurs fournisseurs, la taille minimale du bloc assigné étant /48. Le document RIPE 512 décrit la politique suivie en la matière.